# يو إف سي ليلة القتال: لوبيز ضد سيلفا
يو إف سي ليلة القتال: لوبيز ضد سيلفا (بالإنجليزية: UFC Fight Night: Lopes vs. Silva) (المعروف أيضًا باسم يو إف سي على إي إس بي إن 259 ونوتشي يو إف سي 3) هو حدث قادم لفنون القتال المختلطة ستُنظمته يو إف سي، وسيُقام في 13 سبتمبر 2025، على فروست بنك سنتر في سان أنطونيو، تكساس، الولايات المتحدة.

## الخلفية
سيمثل هذا الحدث الزيارة الرابعة للمنظمة إلى سان أنطونيو والأولى منذ حدث يو إف سي على إي إس بي إن: فيرا ضد ساندهاغن في مارس 2023.